# Скікда ЗПГ
Скікда ЗПГ — завод із зрідження природного газу в Алжирі.
Алжир традиційно входить до десятки світових лідерів за запасами природного газу, для доставки яких до найочевиднішого споживача — Європи — станом на 2016 рік створено три підводні трубопровідні системи (Транссередземноморський газопровід, Магриб — Європа, MEDGAZ). Проте для забезпечення гнучкості поставок країна одночасно розвивала систему експорту блакитного палива у вигляді ЗПГ, завяки чому ця форма практично не поступається в об'ємах трубопроводним поставкам.
Один із двох алжирських заводів ЗПГ розташований у Скікді в 500 км на схід від столиці. Він розпочав роботу ще на початку 1970-х, ставши одним із перших у своїй галузі. Між 1971 та 1973 тут спорудили три технологічні лінії, а до початку 1990-х років їх кількість зросла до шести. З них чотири мали потужність по 0,85 млн.т, дві останні — по 1,25 млн.т. 
В 2004 році при здійснені звичайного технічного обслуговування однієї з ліній стався вибух, який зруйнував три лінії та серйозно пошкодив четверту (всі у блоці із перших чотирьох). Аварія супроводжувалась людськими жертвами — загинуло 26 та було поранено 74 особи. Виробництво продукції впало у 2004-му на 76 %. При відбудові заводу провели заміну котлів (на одному з яких і стався трагічний вибух) на більш сучасні газові турбіни та компресори. Також три зруйновані лінії замінили на одну сучасної потужності — 4,5 млн.т, що навіть збільшило можливості заводу до 7,68 млн.т ЗПГ на рік (біля 10,7 млрд.м3 газу). Вартість відбудови склала 2,8 млрд доларів США, а процес затягнувся до 2013 року.
Хоча обидва наявні на 2004 рік резервуари для зберігання ЗПГ не були пошкоджені внаслідок аварії, проте збільшення потужності заводу в ході відбудови потребувало спорудження додаткового сховища об'ємом 150000 м3. Також додали два резервуари для зберігання зрідженого нафтового газу ємністю 66200 м3.
Ресурс для зрідження надходить по трубопроводу Хассі-Р'Мель – Скікда та перемичці від Хассі-Р'Мель – Кудіет-Еддрауш.